# Unione Sportiva Sanremese 1938-1939
Questa pagina raccoglie i dati riguardanti l'Unione Sportiva Sanremese nelle competizioni ufficiali della stagione 1938-1939.

## Rosa
| N. |                      | Ruolo | Calciatore          |
| -- | -------------------- | ----- | ------------------- |
|    | Italia (bandiera)    | C     | Pietro Acquarone    |
|    | Argentina (bandiera) | A     | César Bertolo       |
|    | Argentina (bandiera) | C     | Domingo Bertolo     |
|    | Italia (bandiera)    | D     | Agostino Bertolotto |
|    | Italia (bandiera)    | P     | Angelo Castagnola   |
|    | Italia (bandiera)    | D     | Sergio Coletti      |
|    | Italia (bandiera)    | C     | Giuseppe Coverlizza |
|    | Italia (bandiera)    | D     | Ernesto Finelli     |
|    | Italia (bandiera)    | A     | Mario Ghiglione     |
|    | Italia (bandiera)    | C     | Amilcare Gilardoni  |

| N. |                   | Ruolo | Calciatore         |
| -- | ----------------- | ----- | ------------------ |
|    | Italia (bandiera) | A     | Francesco Imberti  |
|    | Italia (bandiera) | P     | Secondo Lanfranco  |
|    | Italia (bandiera) | A     | Enrico Manna       |
|    | Italia (bandiera) | A     | Giovanni Mantero   |
|    | Italia (bandiera) | C     | Giovanni Nuvoloni  |
|    | Italia (bandiera) | D     | Cecilio Pisano     |
|    | Italia (bandiera) | C     | Lorenzo Ruffini    |
|    | Italia (bandiera) | C     | Giacomo Saccheri   |
|    | Italia (bandiera) | D     | Angelo Simontacchi |
|    | Italia (bandiera) | A     | Mario Ventimiglia  |

## Risultati

### Serie B

#### Girone di andata
| Vercelli 18 settembre 1938 1ª giornata       | Pro Vercelli | 1 – 0 referto | Sanremese | Stadio Leonida Robbiano |
| \| \| \| \| \| Quario 59’ \| Marcatori \| \| |              |               |           |                         |
|                                              |              |               |           |                         |
| Quario 59’                                   | Marcatori    |               |           |                         |

| Arbitro: | Dellarole (Vercelli) |

|                                                   |           |                                  |
| Finelli 20’ Simontacchi 71’ Coverlizza 76’ (rig.) | Marcatori | 32’ (rig.) Boniforti 53’ Svageli |

| Arbitro: | Forni |

|                            |           |  |
| Sudati 9’ Ussello 27’, 54’ | Marcatori |  |

| Sanremo 9 ottobre 1938 4ª giornata | Sanremese | 0 – 0 referto | Fanfulla | Stadio Littorio |

| Arbitro: | Conticini |

|  |           |                                    |
|  | Marcatori | 35’ Aquarone Mantero 70’ Ghiglione |

| Arbitro: | Mattea (Torino) |

|                                   |           |             |
| Acquarone ?’, 31’, 35’ Bertolo II | Marcatori | 58’ Dalfini |

| Arbitro: | Bertoni |

|                                 |           |  |
| Cominelli 42’ Nicolosi 49’, 71’ | Marcatori |  |

| Arbitro: | Carminati (Milano) |

|                           |           |  |
| Imberti 31’ Ghiglione 67’ | Marcatori |  |

| Arbitro: | Pirovano (Monza) |

|             |           |  |
| Mantero 77’ | Marcatori |  |

| Pisa 27 novembre 1938 10ª giornata | Pisa                 | 0 – 0 referto | Sanremese | Campo del Littorio\| Arbitro: \| Mastellari (Bologna) \| |
| Arbitro:                           | Mastellari (Bologna) |               |           |                                                          |

| Arbitro: | Cardinale (Milano) |

|                                                  |           |               |
| Imberti 18’ Ghiglione 23’ Frione 61’ Bertolo 72’ | Marcatori | 53’ Garavelli |

| Arbitro: | Galeati (Bologna) |

|             |           |  |
| Gambini 90’ | Marcatori |  |

| Arbitro: | Ceccherini |

|              |           |  |
| Lombardi 49’ | Marcatori |  |

| Arbitro: | Fois (Roma) |

|                             |           |             |
| Coverlizza 2’ Ghiglione 11’ | Marcatori | 60’ Robotti |

| Firenze 15 gennaio 1939 15ª giornata | Fiorentina         | 0 – 0 referto | Sanremese | Stadio Giovanni Berta\| Arbitro: \| Cardinali (Milano) \| |
| Arbitro:                             | Cardinali (Milano) |               |           |                                                           |

| Arbitro: | Salvatori (Roma) |

|                                        |           |  |
| Liguera 32’ Fiorini Torti Zuccotti 76’ | Marcatori |  |

| Sanremo 29 gennaio 1939 17ª giornata                | Sanremese | 2 – 0 referto | Padova | Stadio Littorio |
| \| \| \| \| \| Aquarone 25’, 56’ \| Marcatori \| \| |           |               |        |                 |
|                                                     |           |               |        |                 |
| Aquarone 25’, 56’                                   | Marcatori |               |        |                 |

#### Girone di ritorno
| Arbitro: | Camisasca |

|                 |           |            |
| Simontacchi 26’ | Marcatori | 44’ Quario |

| Arbitro: | Carminati (Milano) |

|                               |           |  |
| Villotti 40’ Poggipollini 67’ | Marcatori |  |

| Arbitro: | Marsciani (Modena) |

|                                                  |           |              |
| Simontacchi 41’ (rig.) Ghiglione 74’ Imberti 83’ | Marcatori | 35’ Porcelli |

| Arbitro: | Neri (Vicenza) |

|                  |           |            |
| Crola 65’ (rig.) | Marcatori | 8’ Imberti |

| Sanremo 5 marzo 1939 22ª giornata            | Sanremese | 1 – 0 referto | Spezia | Stadio Littorio |
| \| \| \| \| \| Frione 56’ \| Marcatori \| \| |           |               |        |                 |
|                                              |           |               |        |                 |
| Frione 56’                                   | Marcatori |               |        |                 |

| Arbitro: | Goriaggi |

|                            |           |                |
| Bonesini 24’ Di Prisco 33’ | Marcatori | 84’ Bertolo II |

| Arbitro: | Dellarole (Vercelli) |

|  |           |            |
|  | Marcatori | 55’ Amadei |

| Arbitro: | Marsciani (Modena) |

|               |           |  |
| Costenaro 28’ | Marcatori |  |

| Arbitro: | Scotti (Taranto) |

|                                                                                          |           |             |
| Valese 14’, 16’ Cenci 42’ (rig.) Iacovazzo 55’ Jacoponi 58’ Presselli 78’ Bergonzini 82’ | Marcatori | 62’ Bertolo |

| Arbitro: | Gnocchini (Como) |

|                 |           |             |
| Imberti Mantero | Marcatori | 38’ Bertoni |

| Casale Monferrato 21 aprile 1939 28ª giornata               | Casale    | 0 – 2 referto             | Sanremese | Stadio Natale Palli |
| \| \| \| \| \| \| Marcatori \| 49’ Imberti 86’ Ghiglione \| |           |                           |           |                     |
|                                                             |           |                           |           |                     |
|                                                             | Marcatori | 49’ Imberti 86’ Ghiglione |           |                     |

| Arbitro: | Scarpi (Dolo) |

|                                |           |             |
| Ruffini 33’, 55’ Bertolo I 87’ | Marcatori | 73’ Bandini |

| Sanremo 7 maggio 1939 30ª giornata             | Sanremese | 0 – 1 referto | Venezia | Stadio Littorio |
| \| \| \| \| \| \| Marcatori \| 53’ Corbelli \| |           |               |         |                 |
|                                                |           |               |         |                 |
|                                                | Marcatori | 53’ Corbelli  |         |                 |

| Arbitro: | Carpani (Milano) |

|                                           |           |  |
| Petermann ?’ (rig.) Varona 72’ Cresta 87’ | Marcatori |  |

| Arbitro: | Salvatori (Roma) |

|                 |           |            |
| Simontacchi 27’ | Marcatori | 74’ Grolli |

| Arbitro: | Tassini |

|             |           |  |
| Imberti 52’ | Marcatori |  |

| Arbitro: | Viarengo (Asti) |

|                                     |           |                                           |
| Degli Esposti 8’, 25’, ?’ Pavan 40’ | Marcatori | 61’ (rig.) Simontacchi Frione 80’ Ruffini |

### Coppa Italia
| Arbitro: | Rosso (Torino) |

|                    |           |                |
| Cappanera 38’, 52’ | Marcatori | 75’ Bertolo II |

## Statistiche

### Statistiche di squadra
| Competizione | Punti | In casa | In casa | In casa | In casa | In casa | In casa | In trasferta | In trasferta | In trasferta | In trasferta | In trasferta | In trasferta | Totale | Totale | Totale | Totale | Totale | Totale | DR |
| Competizione | Punti | G       | V       | N       | P       | Gf      | Gs      | G            | V            | N            | P            | Gf           | Gs           | G      | V      | N      | P      | Gf     | Gs     | DR |
| ------------ | ----- | ------- | ------- | ------- | ------- | ------- | ------- | ------------ | ------------ | ------------ | ------------ | ------------ | ------------ | ------ | ------ | ------ | ------ | ------ | ------ | -- |
| Serie B      | 34    | 17      | 12      | 3       | 2       | 30      | 12      | 17           | 2            | 3            | 12           | 11           | 33           | 34     | 14     | 6      | 14     | 41     | 45     | -4 |
| Coppa Italia |       | -       | -       | -       | -       | -       | -       | 1            | 0            | 0            | 1            | 1            | 2            | 1      | 0      | 0      | 1      | 1      | 2      | -1 |
| Totale       |       | 17      | 12      | 3       | 2       | 30      | 12      | 18           | 2            | 3            | 13           | 12           | 35           | 35     | 14     | 6      | 15     | 42     | 47     | -5 |

### Statistiche dei giocatori
| Giocatore      | Serie B  | Serie B | Coppa Italia | Coppa Italia | Totale   | Totale |
| Giocatore      | Presenze | Reti    | Presenze     | Reti         | Presenze | Reti   |
| -------------- | -------- | ------- | ------------ | ------------ | -------- | ------ |
| P. Acquarone   | 18       | 6       | -            | -            | 18       | 6      |
| C. Bertolo     | 29       | 4       | 1            | 0            | 30       | 4      |
| D. Bertolo     | 29       | 1       | 1            | 1            | 30       | 2      |
| A. Bertolotto  | 7        | 0       | 1            | 0            | 8        | 0      |
| A. Castagnola  | 3        | -8      | -            | -            | 3        | -8     |
| S. Coletti     | 14       | 0       | 1            | 0            | 15       | 0      |
| G. Coverlizza  | 8        | 2       | -            | -            | 8        | 2      |
| E. Finelli     | 30       | 1       | 1            | 0            | 31       | 1      |
| Frione         | -        | -       | 1            | 0            | 1        | 0      |
| M. Ghiglione   | 32       | 6       | -            | -            | 32       | 6      |
| A. Gilardoni   | 28       | 0       | -            | -            | 28       | 0      |
| F. Imberti     | 25       | 7       | 1            | 0            | 26       | 7      |
| S. Lanfranco   | 31       | -37     | 1            | -2           | 32       | -39    |
| E. Manna       | 11       | 0       | 1            | 0            | 12       | 0      |
| G. Mantero     | 26       | 3       | -            | -            | 26       | 3      |
| G. Nuvoloni    | 1        | 0       | -            | -            | 1        | 0      |
| C. Pisano      | 26       | 0       | -            | -            | 26       | 0      |
| L. Ruffini     | 7        | 3       | 1            | 0            | 8        | 3      |
| G. Saccheri    | 1        | 0       | -            | -            | 1        | 0      |
| A. Simontacchi | 33       | 5       | 1            | 0            | 34       | 5      |
| M. Ventimiglia | 3        | 0       | -            | -            | 3        | 0      |